# Il principe della città
Il principe della città (Prince of the City) è un film statunitense del 1981 diretto da Sidney Lumet.
Il film è basato sul romanzo di Robert Daley che racconta la storia dell'ex poliziotto Robert Leuci.

## Trama
Danny Ciello è un detective in servizio presso l'unità speciale della Squadra Narcotici della Polizia di New York denominata S.I.U. (Special Investigations Unit). Ciello, apparentemente un onesto ed efficiente poliziotto, in realtà è corrotto. Incastrato da un procuratore che vuol far piazza pulita dei poliziotti propensi alle bustarelle, Ciello accetta di collaborare, agendo da infiltrato. Rivela così i segreti dei colleghi, ma il fatto gli mette contro, oltre alla mafia italo-americana, anche metà delle forze dell'ordine della città. Si dovrà rifare una nuova vita in una località segreta sotto la protezione del governo, ma gli errori del passato torneranno a presentarsi alla sua porta.

## Riconoscimenti
- 1982 - Kansas City Film Critics Circle Awards
  - Miglior regista